# Calotești, Argeș
Calotești este un sat în comuna Budeasa din județul Argeș, Muntenia, România.